# Jan Rekowski-Styp
Jan Rekowski-Styp, również Jan Styp-Rekowski (ur. 6 lutego 1874 w Płotowie, powiat bytowski, zm. 12 czerwca 1942 tamże) – włościanin kaszubski, działacz Związku Polaków w Niemczech (prezes w Okręgu Kaszuby w latach 1923–1939), więzień niemieckiego obozu koncentracyjnego.

## Życiorys
Był synem Jana Pawła i Wiktorii (z d. Żmudy-Trzebiatowskiej), gospodarzy wiejskich w Płotowie (przed I wojną światową na terenie Królestwa Prus, pod niem. nazwą Groß Platenheim). W wieku lat 17 przejął po śmierci ojca ich rodzinne gospodarstwo. Dziewięć lat później, w roku 1900, ożenił się z Weroniką Bruską, córką zamożnych gospodarzy ze wsi Rolbik (gm. Brusy, pow. chojnicki).
Pozostawał pod wpływem polskich działaczy społecznych i narodowych, m.in. ks. Leona Połomskiego; w pierwszych latach XX w. (dzięki pomocy żony Weroniki oraz jego własnych braci, Franciszka i Leona, którzy zajęli się gospodarstwem) podjął intensywną działalność społeczną, polityczną i narodową. Powierzono mu m.in. obowiązki sołtysa rodzinnej wsi, ławnika w lokalnym sądzie grodzkim. Działał też w zarządach kilku firm (m.in. piasznieńskiej Spółdzielni Rolniczo-Handlowej i od 1902 roku bytowskiego Banku Ludowego).
Po wybuchu I wojny światowej powołany został, podobnie jak brat Franciszek, do wojska niemieckiego, gdzie służył do roku 1917. Powróciwszy do rodzinnej wsi podjął po zakończeniu wojny starania, wspólnie z innymi lokalnymi działaczami, o włączenie w granice powstającej Rzeczypospolitej powiatów bytowskiego i lęborskiego. Starania te nie powiodły się, ziemie lęborska i bytowska znalazła się po niemieckiej stronie nowo utworzonej granicy państwowej. Rekowski mógł po tym skorzystać z możliwości przeniesienia się do Polski, ale podjął decyzję pozostania na swojej ziemi, w Niemczech. Wkrótce potem, w 1923, zorganizował w Płotowie lokalny oddział Związku Polaków w Niemczech, a także (jeszcze w tym samym roku) został prezesem tego związku na Okręg Kaszuby. Nadal działał w Banku Ludowym (do 1935 był przewodniczącym jego rady nadzorczej, a potem Kasy Polskiej w Bytowie), a także przejawiał aktywność polityczną: m.in. w roku 1929 był posłem do sejmiku powiatowego, a w 1932 roku kandydował do Reichstagu.
Kilka dni po wybuchu II wojny światowej został aresztowany; przebywał najpierw w areszcie w Bytowie, skąd trafił do Słupska, a stamtąd do obozu koncentracyjnego Sachsenhausen, gdzie spotkał się ze swoimi synami Alfonsem, Edmundem i Józefem, którzy trafili tam przed nim. Z Sachsenhausen przewieziony został do obozu w Dachau jako więzień nr 19551; tam znów spotkał syna Józefa, a także swego zięcia (męża córki Władysławy) – nauczyciela i działacza polskiego Ryszarda Knosałę. Ponad rok trwały starania – u władz lokalnych i centralnych III Rzeszy – żony Weroniki i przymusowo wcielonego do wojska niemieckiego syna Marcelego, aby doprowadzić do uwolnienia Jana z obozu, aż 11 listopada 1940 roku Jan Styp-Rekowski został uwolniony i mógł wrócić do żony (choć jego gospodarstwo zajął już niemiecki zarządca państwowy). Po powrocie nie zdołał powrócić do zdrowia fizycznego, a następujące po sobie kolejne tragedie rodzinne doprowadziły go do załamania. Zmarł w Płotowie 12 czerwca 1942 roku i tam został pochowany wraz prochami zmarłego nieco wcześniej w obozie koncentracyjnym Oranienburg syna Alfonsa, którego chciał uczynić swoim następcą w rodzinnym gospodarstwie. Jego żona Weronika zmarła dwa lata później.
Spośród dwanaściorga dzieci Jana i Weroniki 11 dożyło wieku dorosłego (jedno zmarło w niemowlęctwie); podczas wojny większość z nich podlegała różnego rodzaju represjom ze strony władz niemieckich, a kilku synów zginęło :
- Edmund, nauczyciel w Gimnazjum Polskim w Kwidzynie i w szkole polskiej w Wiśniewce w powiecie sępoleńskim, zginął w 1941 roku w obozie koncentracyjnym Mauthausen-Gusen;
- Alfons, ur. 23 listopada 1904, zginął 3 kwietnia 1942 w obozie koncentracyjnym Oranienburg[11];
- Jan, uwięziony wraz z innymi uczniami Gimnazjum Polskiego w Kwidzynie w obozie w Tapiau, a stamtąd przeniesiony do obozu w Grünhof (obecnie Roszczino w obwodzie królewieckim), wkrótce został (tak jak inni uczniowie) przymusowo wcielony do Wehrmachtu i w 1941 zginął na froncie[f];
- Józef, ksiądz, więziony był przez całą wojnę w obozach koncentracyjnych (w Sachsenhausen i Dachau), dotrwał do wyzwolenia;
- Róża, gospodyni swego brata (ks. Józefa), była jedną z pierwszych więźniarek obozu koncentracyjnego Ravensbrück;
- Władysława, żona Ryszarda Knosały, więziona była kilka miesięcy, później została zwolniona i przeżyła wojnę;
- Marceli, absolwent gimnazjum polskiego w Bytomiu[1], wcielony został przymusowo do Wehrmachtu[g];
- Wacław musiał się ukrywać przed władzami niemieckimi, ale udało mu się (przebywał na Lubelszczyźnie) i przeżył wojnę[6].

Po II wojnie światowej Jan Rekowski-Styp (w zapisie nazwiska: Styp-Rekowski) stał się patronem ulic w Bytowie i Rzepnicy na Kaszubach, a także w Gdańsku.